# Johannes Martin Bijvoet
Johannes Martin Bijvoet (Amsterdam, 23 januari 1892 – Winterswijk, 4 maart 1980) was een Nederlandse scheikundige.

## Familie en studie
Zijn oudere broers waren de gynaecoloog Willem Frederik Bijvoet en de architect Bernard Bijvoet.
Na het volgen van de HBS en een staatsexamen Grieks en Latijn studeerde Johannes Martin Bijvoet van 1910 tot 1919 scheikunde aan de Universiteit van Amsterdam. Zijn studie werd onderbroken door de Eerste Wereldoorlog, maar gedurende zijn militaire dienst bestudeerde hij wel de statistische mechanica en de thermodynamica. Toen Bijvoet terugkwam werd zijn aandacht gegrepen door het werk van William Henry Bragg en diens zoon William Lawrence Bragg die röntgendiffractie aan kristallen bestudeerden. Hij ging in de leer bij Willem Keesom die vanuit de natuurkunde de diffractie beoefende in Utrecht. Het onderzoek leidde tot het ontrafelen van de structuur van lithiumhydride, het onderwerp van zijn promotie. Bijvoet kreeg zijn doctorstitel cum laude op 15 juli 1923.

## Hoogleraar
Na een aantal verschillende posities in binnen- en buitenland werd Bijvoet hoogleraar in de Algemene Chemie aan de Universiteit Utrecht (toen nog Rijksuniversiteit Utrecht) van 1939 tot zijn pensioen in 1962. Hij introduceerde de analyse van chemische structuren door middel van röntgenstraling in Utrecht en onder zijn stimulerende leiding kreeg zijn groep wereldfaam op dat gebied.
In 1951 paste Bijvoet anomale verschillen toe om het faseprobleem in de röntgendiffractie op te lossen en om de absolute structuur van stereo-isomeren te bepalen.
Van 1951 tot 1954 was Bijvoet de voorzitter van de International Union of Crystallography. Tot zijn leerlingen behoorde de kristallografe Carolina Henriette Mac Gillavry.
Als bevestiging van de prestaties gedurende zijn wetenschappelijke loopbaan kreeg Johannes Martin Bijvoet eredoctoraten van de universiteiten van Delft (1967), Bristol (1971) en van de ETH Zürich (1970), het lidmaatschap van de Koninklijke Nederlandse Akademie van Wetenschappen (KNAW) en de lidmaatschappen van de Zweedse, Belgische en Engelse zustergenootschappen.

## Bijvoet Centrum
Het Bijvoet Centrum voor Biomoleculair Onderzoek aan de Universiteit Utrecht, dat in maart 1988 werd opgericht is naar hem vernoemd. Het centrum doet onderzoek naar de relatie tussen de structuur en functie van biomoleculen, zoals eiwitten en vetten, die een rol spelen bij biologische processen zoals regulatie, interactie en herkenning. Het centrum heeft geavanceerde faciliteiten voor NMR, cryo-EM, kristallografie en massaspectrometrie voor het analyseren van eiwitten.